# Joachim Schubart
Joachim Schubart (* 5. August 1928 in Berlin) ist ein deutscher Astronom.

## Leben
Joachim Schubart besuchte in seiner Schulzeit das Gymnasium in Bad Doberan. Hier legte er 1947 sein Abitur ab. Anschließend studierte er Astronomie an der Humboldt-Universität in Berlin sowie an der Sternwarte Babelsberg und schloss 1952 mit der Arbeit Refraktion und mittlerer täglicher Temperaturgang als Diplom-Astronom ab. 1955 promovierte er mit der Arbeit Untersuchungen über periodische Lösungen im Dreikörperproblem, arbeitete dann an der Sternwarte Sonneberg, seit 1961 am Astronomischen Rechen-Institut in Heidelberg. 1967 habilitiert, ist er seit 1970 Hauptobservator.

## Werk
Schubarts Arbeit betrifft spezielle Fragen der Himmelsmechanik. Dazu gehört hauptsächlich die Untersuchung der 2/3-Resonanz zu Jupiter der Asteroiden der Hilda-Gruppe. Zusammen mit P. Stumpff war er einer der ersten Anwender genauer numerischer Integration und Bahnbestimmung von Objekten im Sonnensystem durch ein Adams-Störmer-Prädiktor-Korrektor-Verfahren. Damit berechnete er einen verbesserten Wert der Masse der Erde, und erstmals die Masse von kleinen Planeten, (1) Ceres und (2) Pallas. Weitere Untersuchungen betreffen die erdnahen Asteroiden (1627) Ivar, (1221) Amor und (69230) Hermes. Seine Vorausberechnungen ermöglichten ferner nach hundert Jahren die Wiederentdeckung des Kometen Tempel-Tuttle, der die Leoniden erzeugt, mit Auffindung von Beobachtungen zurück bis 1366. 1993 ging Schubart in den Ruhestand. Schubart dürfte zu den besten europäischen Kennern der Himmelsmechanik gehören.
1960 entdeckte er in Sonneberg den kleinen Asteroiden (2000) Herschel, und 1961 in Tautenburg (4724) Brocken zusammen mit C. Hoffmeister.

## Publikationen (ausgewählte)
- Refraktion und mittlerer täglicher Temperaturgang, Astrophysikalisches Observatorium Potsdam, 1952
- Untersuchungen über periodische Lösungen im Dreikörperproblem, Dissertation Humboldt-Universität Berlin, 1955
- Bearbeitung einer Erscheinung von leuchtenden Nachtwolken am 12. Juli 1953, gemeinsam mit Ludwig Meier, Sonneberg 1959
- Ebene und räumliche periodische Lösungen des Hillschen Problems : Cuno Hoffmeister zum 70. Geburtstag gewidmet, 1963
- On an n-body program of high accuracy for the computation of ephemerides of minor planets and comets, gemeinsam mit Peter Stumpf, Braun Verlag Karlsruhe, 1966
- Special Cases of the restricted problem of the three bodies, Astronomisches Recheninstitut Heidelberg, 1967
- Determination of the astronomical unit by the dynamical method, gemeinsam mit Gerhard Zech, Astronomisches Rechenzentrum Heidelberg, 1967
- Long-period effects in the motion of Hilda-type planets, Heidelberg 1968
- The minor planet 〈1221〉 Amor, Heidelberg 1970
- The planetary masses and the orbits of the first four minor planets : Correction to the mass of Jupiter derived from the motion of (153) Hilda, (279) Thule and (334) Chicago, gemeinsam mit H. Scholl, Astronomisches Rechenzentrum Heidelberg, 1971, doi:10.1007/BF01228828
- Massenbestimmungen von Planetoiden, Astronomisches Rechenzentrum Heidelberg 1972
- Some recent work on the orbital theory of asteroids, Heidelberg 1973
- The masses of the first two asteroids, Astronomisches Rechenzentrum Heidelberg 1974
- The mass of Pallas, 1975
- Die kleinen Planeten, 1976
- New reduction and collection of meridian observations of Ceres and Pallas, 1976
- Zusätzliche Effekte der Resonanz in Hilda-Asteroidenumlaufbahnen durch die kombinierte Wirkung von Jupiter und Saturn, Heidelberg 2007

## Ehrungen
Der von Paul Wild 1973 in Bern entdeckte kleine Planet (1911) Schubart wurde nach ihm benannt (80 km Durchmesser und 8 Jahre Umlaufszeit), er führt eine bedeutende Untergruppe der Asteroiden vom Typ Hilda an.